# A Fistful of Fingers
A Fistful of Fingers è un film del 1994 scritto e diretto da Edgar Wright.